# Rhymin Simon

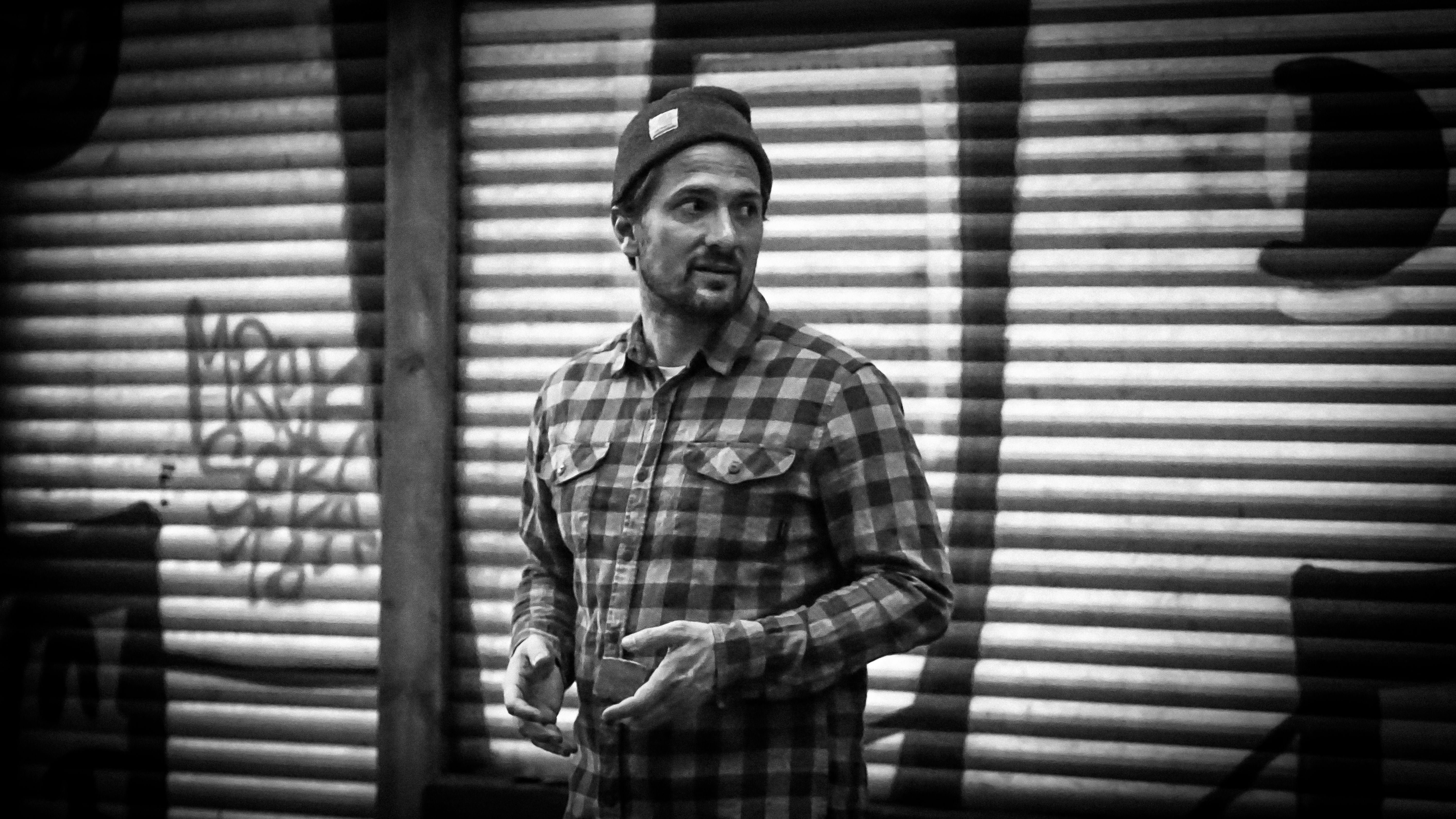
Rhymin Simon (2020)

Rhymin Simon (* 29. Juli 1976 in Berlin; bürgerlich Simon Michaelis) ist ein deutscher Rapper. Zu Beginn der 2000er Jahre wurde er im Umfeld des Labels Royal Bunker bekannt.

## Leben
Während seiner Schulzeit fand Simon über die Musik von Public Enemy und der 2 Live Crew den Zugang zu Rap. Mit 18 Jahren zog er nach Kreuzberg, wo er Sido und B-Tight kennenlernte, mit denen er neben weiteren Rappern die Hip-Hop-Gruppierung Die Sekte gründete.
Auf dem Tape Wissen~Flow~Talent, das Sido und B-Tight 1998 als Duo Royal TS über das Independent-Label Royal Bunker veröffentlichten, trat er erstmals als Rhymin Simon in Erscheinung. Über dieses Label erschien ein Jahr später das erste Die Sekte-Tape namens Sintflows. Ein Jahr später folgte Rhymin Simons Solodebüt …Mit Pint Und Pegel, das zum Großteil von B-Tight und Sido produziert worden war. Neben den Mitgliedern von der Sekte ist auch der Rapper Taktloss auf der Veröffentlichung vertreten. Im Gegenzug trat Simon auf Battlereimpriorität Nr. 2 und BRP 4Life des Westberlin-Maskulin-Rappers auf.
Im 2001 gegründeten Independent-Label Aggro Berlin erhielt Rhymin Simon neben Sido, B-Tight und Vokalmatador ein Vertragsangebot. Sie veröffentlichten in dieser fortan „offiziellen“ neuen Sekte-Konstellation das Musikvideo Hältst du es aus?. Die übrigen Sekte-Rapper hatten zu dieser Zeit keine Ambitionen denselben Weg zu bestreiten. Die Idee der Verantwortlichen, einen gemeinsamen Song des Quartetts mit der Rapperin Brixx zu veröffentlichen, polarisierte die Gruppe, sodass Vokalmatador und Rhymin Simon sich vor Abschluss der Vertragsverhandlungen ebenso von der Sekte trennten. Während Sido und B-Tight als Künstler bei Aggro Berlin unterschrieben, verblieben Vokalmatador und Rhymin Simon im Umfeld von Royal Bunker. Dort erschien 2002 Simons zweites Soloalbum Siegen oder Sterben, auf dem unter anderem Mach One und Frauenarzt vertreten sind. Ein Jahr später folgt Egoboost, das seine erste CD-Veröffentlichung markierte. Gastbeiträge steuerten etwa Sha-Karl oder King Orgasmus One bei. Mit Letztgenanntem arbeitete Rhymin Simon intensiver zusammen. Sowohl auf Tag der Abrechnung, der ersten Veröffentlichung des Labels I Luv Money Records, als auch auf Mein Kampf, Fick Mich… und halt dein Maul! und Schmutzige Euros ist er zu hören. Neben der Musik legte Simon einen Fokus auf sein Chemiestudium, das er 1997 an der Technischen Universität Berlin begonnen hatte und 2002 mit seiner Diplomarbeit abschloss.
Im Jahr 2005 moderierte er für die Homepage von Royal Bunker die Online-Radioshow Radio4Real. Im Herbst desselben Jahres veröffentlichte das Label Simons viertes Album Kingpintin, das als erste Veröffentlichung im größeren Rahmen besprochen wurde. Da es keinen „unmusikalischeren Menschen“ als ihn in Deutschland gebe, so der Rapper gegenüber der Juice, habe er die Produktion von Kingpintin vollständig an Biztram abgegeben. Im Folgenden trat Simon auf Leben Unter Geiern von Vokalmatador, Der Spitter Vom Dienst von Big Derill Mack, dem Soundtrack zu Orgi Pörnchen 3 und gemeinsam mit K.I.Z auf dem Sampler RB Nr. 1 Vol. 2 - Rock 'N' Roll auf. Er ließ das von DJ Headnod gemixte Best-of-Album Bitchmoves (10 Jahre Das Schlechteste Von Rhymin Simon) folgen, bevor er sich vorläufig aus der Musikindustrie zurückzog. Im April 2006 legte er an der Technischen Universität Berlin seine Dissertation zum Thema „Synthese von (+)-Phomopsolid C durch selektive Ringschluss- und Kreuzmetathese und Mimetische Peptidligation durch Ringöffnungs-Kreuzmetathese“ vor. Fortan konzentrierte er sich auf seine Tätigkeit als Chemiker in Pharmaunternehmen. Zudem wurde er 2010 Vater eines Sohnes.

### Comeback mit Die Säcke undEssi Duz It/Letzte Liebe
Nach sechs Jahren feierte Rhymin Simon 2012 ein „Live-Comeback“ im Rahmen des Festivals Mile of Style. Erst ab 2015 trat er wieder öffentlich mit neuem Material in Erscheinung. Gemeinsam mit Vokalmatador, Plaetter Pi, Sha-Karl, Michael Mic und Druss gründete er die Gruppe Die Säcke. Sie veröffentlichten die EP Alles Ist Die Säcke.
In den folgenden Jahren steuerte Simon Gastbeiträge für Alben befreundeter Rapper bei. So tauchte er auf Kätzchenfleisch von Der Asiate, Wer hat das Gras weggeraucht? und Aggroswing von B-Tight sowie Welcome to the Hood von King Orgasmus One auf. 2019 veröffentlichte er als Teil von Die Säcke die EP Get Rich Or Die Säcke und das Album All Eyez On Säcke.
Im Oktober 2019 kündigte er mit Essi Duz It/Letzte Liebe sein erstes Soloalbum seit fünfzehn Jahren an. Während sich die erste Hälfte an seinem alten Stil orientiere, wolle er im zweiten Teil „über die Schmerzen mit und ohne seine geliebte Frau, sowie über das Alt- und Alleinsein“ sprechen. Als erste Auskopplung erschien Essi Duz It. Es folgten Videos zu Torch, Früchtchen und Baba Kush. Am 10. Januar 2020 erschien das vollständig von Sauerkraut produzierte Doppelalbum über Universace. Mit Platz 14 konnte sich Rhymin Simon erstmals in den Album-Charts positionieren.

## Diskografie

### Alben
| Jahr | Titel                                                   | Höchstplatzierung, Gesamtwochen, AuszeichnungChartsChartplatzierungen (Jahr, Titel, Platzierungen, Wochen, Auszeichnungen, Anmerkungen, Frontcover) | Anmerkungen                            | Frontcover |
| Jahr | Titel                                                   | DE | Anmerkungen                            | Frontcover |
| ---- | ------------------------------------------------------- | --- | -------------------------------------- | ---------- |
| 2000 | …Mit Pint Und Pegel                                     | — | Erstveröffentlichung: 2000 Kassette    |            |
| 2002 | Siegen Oder Sterben                                     | — | Erstveröffentlichung: 2002 Kassette    |            |
| 2003 | Egoboost                                                | — | Erstveröffentlichung: 2003             |            |
| 2004 | Wilder Mann wilde Bitch                                 | — | Erstveröffentlichung: 2004 EP          |            |
| 2005 | Kingpintin                                              | — | Erstveröffentlichung: 2005             |            |
| 2006 | Bitchmoves (10 Jahre Das Schlechteste Von Rhymin Simon) | — | Erstveröffentlichung: 2006 Kompilation |            |
| 2020 | Essi Duz It/Letzte Liebe                                | DE14 (1 Wo.)DE | Erstveröffentlichung: 2020 Doppelalbum |            |
| 2022 | Jizz                                                    | DE47 (1 Wo.)DE | Erstveröffentlichung: 2022             |            |
| 2023 | Summa Cum Laude                                         | — | Erstveröffentlichung: 2023             |            |

### Kollaborationen
| Jahr | Titel Interpretation            | Anmerkungen                         | Frontcover |
| ---- | ------------------------------- | ----------------------------------- | ---------- |
| 1999 | Sintflows Die Sekte             | Erstveröffentlichung: 1999 Kassette |            |
| 2015 | Alles ist die Säcke Die Säcke   | Erstveröffentlichung: 2015 EP       |            |
| 2019 | Get Rich Or Die Säcke Die Säcke | Erstveröffentlichung: 2019 EP       |            |
| 2019 | All Eyez on Säcke Die Säcke     | Erstveröffentlichung: 2019          |            |

### Videoalben
| Jahr | Titel Musiklabel                                 | Anmerkungen                               | Frontcover |
| ---- | ------------------------------------------------ | ----------------------------------------- | ---------- |
| 2005 | 24 Stunden im Bett mit Rhymin Simon Royal Bunker | Erstveröffentlichung: 2005 Länge: 2:40:00 |            |

## Rezeption
Mit dem Album Kingpintin erfuhr Rhymin Simon erstmals eine breitere mediale Besprechung. Für die E-Zine laut.de sei der Rapper eine „fleischgewordene Comicfigur für Erwachsene“, die ihre „Gabe unter völlig langweiligen, unterdurchschnittlich gerappten Pornostyles“ verstecke. Wer sich jedoch „auf die musikalische Nahtoderfahrung“ einlasse und sich „die schwülstigen Ergüsse des selbsternannten Pimps wacker bis zum Abspann“ reinziehe, werde mit dem Song Fenstersprung belohnt, einer „hektisch vorgetragene Autobiografie mit einem herrlich epischen Beat.“ Aus Sicht von rap.de lege Simon einen „guten Flow“ und einen „plumpen Humor“ an den Tag. Wenn sich der Rapper in seinen Texten „über das Zwischenmenschliche zwischen Männlein und Weiblein “ auslasse, können Hörer dies nicht ernst nehmen.
Zehn Jahre nach seinem Soloalbum Kingpintin widmete rap.de angesichts der Rückkehr von Hip-Hop-Musikern wie Nico Suave oder Ferris MC dem Berliner einen Text im Rahmen der Reihe Deutschrap-Comebacks, auf die wir warten. Da es zu Rhymin Simon und seinem „unnachahmlichen Stil“ „einfach keine Alternativen“ gebe, sei mit dem Verschwinden des Rappers aus der Öffentlichkeit eine Lücke entstanden. Er „selbst und seine sexuellen Vollzeit-Ausflüge“ seien einfach „derart überzeichnet, geradezu karikiert, Punchline-lastig und slick vorgetragen“, dass es sich um ein „reines Entertainment-Programm“ handele. Aus diesem Grund sei neue Musik Simons laut rap.de-Redaktion „ebenso erfrischend wie wünschenswert“.
2020 fand das Doppel-Album Essi Duz It/Letzte Liebe vor allem in Musikmedien Beachtung. Laut rap.de sei Rhymin Simon ein „faszinierendes Album über die Midlifecrisis eines Rappers“ gelungen. „Ganz ohne pathetische Superlative“ zeichne die Veröffentlichung die „großen und kleinen Fragen des Lebens“ nach. Aus Sicht von MZEE biete das Doppel-Album „sowohl soundtechnisch als auch inhaltlich hörbares Material“ und zeige den Berliner als „erwachsenen Künstlers, der nicht nur selbstironisch“ an seine Texte herangehe. Einer Rezension von laut.de zufolge fröne Essi Duz It/Letzte Liebe dem „Minimalismus“ und steigere sich im Verlauf „zunehmend in eine melancholische Stimmung.“ Während es sich beim ersten Teil im Wesentlichen um einen „Totalausfall“ handele, biete Letzte Liebe „überraschend private Einblicke.“

## Doktor in Chemie
Rhymin Simon ist diplomierter Chemiker. Im Jahr 2006 erhielt er seinen Doktorgrad in Chemie.